# Hymenophyllum devolii
Hymenophyllum devolii är en hinnbräkenväxtart som beskrevs av Lai. Hymenophyllum devolii ingår i släktet Hymenophyllum och familjen Hymenophyllaceae. Inga underarter finns listade.